# Athylia viduata
Athylia viduata là một loài bọ cánh cứng trong họ Cerambycidae.